# パパリンコ物語
『パパリンコ物語』（パパリンコものがたり）は、江口寿史によるストーリー・ギャグ漫画。

## 概要
「ビッグコミックスピリッツ」（小学館）誌上において、1985年（昭和60年）19号から1986年（昭和61年）6号まで、多くの休載を挟みつつ全10回連載された。「スピリッツ」が週刊化されるのに伴い「第一部完」として、近日中に「第二部」を再開することを示しながら中断。1989年には「パパリンコ物語ー予告編」と題した8ページの読切が「ビッグコミックスピリッツ」6月15日増刊号に掲載されるも、そのまま再開されることなく現在まで未完に終わっている。
連載当時の1980年代を舞台として、時代の風俗を取り入れた江口のポップな画風が一つの完成形を得た頃の作品であるが、他の未完の江口作品同様に、作品の大枠だけが完成したところで中断している。
既に編集者泣かせとして有名だった江口は、大方の予想通り頻繁に原稿を落とし、連載わずか5回の段階で既に総集編が組まれている。担当だった江上英樹は空いたページを埋めるために『落日新聞』の掲載を開始、竹熊健太郎と相原コージを起用し、これが後の『サルでも描けるまんが教室』につながった。
発表以降、長らく単行本未収録の状態が続いていたが、「芸術新潮」（新潮社）2016年1月号で第1話が、2023年発売のとんぼの本『This is 江口寿史!!』（芸術新潮編集部/編）ムックにて第1話から第3話までがそれぞれ再録された。

## あらすじ
新潟より上京して来た有馬三郎はひょんなことから文江と知り合い、彼女が営む飲み屋「文」の2階に一人娘のリンコと住み始める。そこへ突然、家出した実家から父親が訪れ、母が危篤だということを告げる。リンコと共に実家を訪れ、母の無事を確認した三郎は、実家にリンコを置いて一人「文」へと戻ってきた。

## 登場人物

### 主要登場人物
有馬 三郎（ありま さぶろう）結構な美男子で29歳。中学生の頃はかなりグレていて番長をやっており、15歳の時にリンコが生まれたのをきっかけとして家出した。新潟でリンコを育て、手がかからなくなったのを見計らって、加納との約束を果たしに上京した模様。｢文｣の2階に住む。リンコを実家に預けた後に加納の元を訪れ、演歌歌手としてデビューすることを目指す。起き抜けにダイヤモンドゲームをするのが趣味。
有馬 鈴子（- りんこ） / リンコ三郎が15歳の時の子供で14歳。新潟に残れと言う三郎の言葉を聞かず、無理矢理東京にまでついて来る。祖母の危篤という話を聞いて訪れた有馬家へ三郎に置いて行かれ、聖ハレルヤ学園に通うこととなる。
文江（ふみえ）昭和29年12月10日生まれの30歳。飲み屋「小料理 文」を経営しており、いつも和装。店の2階に空部屋があり、独身女性限定で借り手を捜していたが、三郎の顔を見て貸すことを即決した。三郎にアプローチをかけている。おばさんといわれることを気にする。本人は妹と共に近くのマンションに住んでいる。小学館ことわざ辞典の愛読者。なお、和装の文江というキャラクターは、作者の過去の作品『ひのまる劇場』にも登場しており、スター・システムが採用されている。
都（みやこ）文江の妹で大学生。夜は姉の店を手伝っている。姉同様、三郎に好意を寄せている。なお、『ひのまる劇場』では文江の妹ではなく娘だった。

### 有馬家
有馬 十郎（ありま じゅうろう）三郎の父親。日本で一、二を争う大財閥・有馬グループの総帥。東京に来た三郎に母親が危篤である旨を伝え、リンコと共に自宅へ連れ戻す。世界のごく一部でしか受けないギャグを言う。孫のリンコを溺愛している。
有馬 四郎（- しろう）長男で31歳。庭でサイに乗っていた。
有馬 二郎（- じろう）三男で20歳。庭でシマウマに乗っていた。
有馬 一子（- いちこ）長女16歳。昔の少女漫画によくあるパターン通りの、意地悪なお金持ちのお嬢様。庭でカンガルーに乗っていた。リンコが通うことになった聖ハレルヤ学園の生徒。血縁上はリンコの叔母になるが、リンコから『叔母さん』と呼ばれるのを非常に嫌がっている。
犬養（いぬかい）有馬家の執事。

### その他
秀次郎「文」の常連の1人。「文」の隣で魚屋をやっている。
遠藤「文」の常連の1人。モヒカンヘアーのサラリーマン。
菅原「文」の常連の1人。ヤクザ。
ゆりえリンコの母親。名前だけの登場で生死も不明。
加納 リョウ（かのう - ）ABC RECORDのディレクター。14年前に、三郎を世界に通用する演歌歌手にすることを約束した。

## パパリンコグラス
1986年にミスタードーナツのプレゼントグッズとして『パパリンコ物語』のイラストが描かれたグラス6種類が作成された。プレゼントの開始時期には既に作品は休載されていた。

## 関連作品
- 本作と同じく未完のまま投げ出された江口作品。
  - 「エイジ」
  - エリカの星
  - ラッキーストライク
  - うなじ